# S (dịch vụ tàu điện ngầm Thành phố New York)

Ba dịch vụ trong tàu điện ngầm Thành phố New York được chỉ định là dịch vụ S (con thoi, tiếng Anh: shuttle) màu xám đen. Các dịch vụ này hoạt động như các tàu con thoi toàn thời gian hoặc gần như toàn thời gian. Ngoài ra, hai dịch vụ hoạt động như tàu con thoi trong đêm khuya và một dịch vụ chạy như tàu con thoi toàn thời gian nhưng vẫn giữ chỉ định dịch vụ thường xuyên.

## Dịch vụ con thoi

### Chỉ định chính thức
Tất cả các dịch vụ sau đây được dán nhãn chính thức S. Cột "người chỉ định NYCT" là viết tắt của chỉ định nội bộ của Cơ quan Thẩm quyền Trung chuyển Thành phố New York cho dịch vụ.
| Tên con thoi             | Người chỉ định NYCT | Cuối bắc                                                | Cuối nam                         | Giờ phục vụ                      | Ghi chú | Hình ảnh                               |
| ------------------------ | ------------------- | ------------------------------------------------------- | -------------------------------- | -------------------------------- | --- | -------------------------------------- |
| Con thoi Đường 42        | 0 (không)           | Quảng trường Thời Đại                                   | Trung Tâm Lớn                    | Không phải trong những đêm khuya | Three trains operate separately on each of three tracks. To be rebuilt and reconfigured for ADA-accessibility.    | 42nd Street Shuttle at Grand Central   |
| Con thoi Rockaway Park   | H                   | Broad Channel summer weekend service to Đại lộ Rockaway | Rockaway Park–Beach 116th Street | Luôn                             | Three trains operate on the double-tracked Rockaway Park branch of the IND Rockaway Line.                         | Rockaway Park Shuttle at Broad Channel |
| Con thoi Đại lộ Franklin | S                   | Đại lộ Franklin                                         | Prospect Park                    | Luôn                             | Two trains operate on the mostly single-tracked BMT Franklin Avenue Line, passing each other near Botanic Garden. | Franklin Avenue Shuttle at Park Place  |

### Con thoi đón đêm khuya

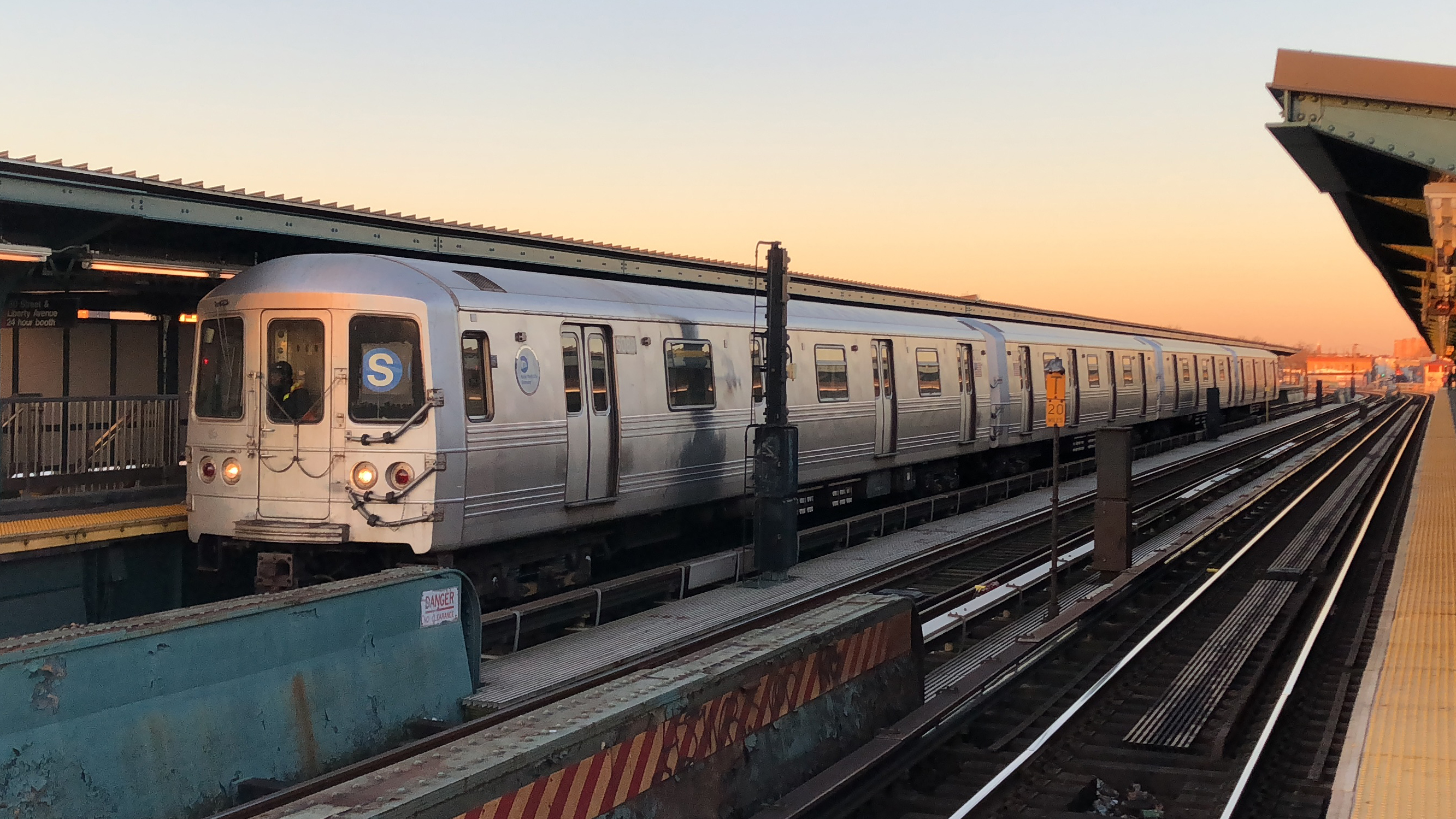
Lefferts Boulevard-bound A shuttle train of R46s at 80th Street

| Tuyến   | Tên con thoi                | Cuối bắc                           | Cuối nam                      | Ghi chú |
| ------- | --------------------------- | ---------------------------------- | ----------------------------- | --- |
| Tàu "5" | Con thoi Đại lộ Dyre        | Đại lộ Eastchester–Dyre            | East 180th Street             | Formerly designated 9 before the line became an IRT line & SS.                                                                      |
| Tàu "A" | Con thoi Lefferts Boulevard | Đại lộ Euclid                      | Ozone Park–Lefferts Boulevard | Operates concurrently with regular A service. Designated (gray A) on the late night map and (blue S) in the schedule and on trains. |
| Tàu "M" | Con thoi Đại lộ Myrtle      | Middle Village–Đại lộ Metropolitan | Đại lộ Myrtle                 | Formerly designated SS. |